# 祇園の姉妹
『祇園の姉妹』（ぎおんのきょうだい）は、昭和11年（1936年）に公開された、溝口健二監督の日本映画作品である。白黒、トーキー。

## 概要
のちの大映社長、永田雅一が日活に反旗を翻して創立した「第一映画」が昭和10年に製作した発声映画。祇園町を舞台にした作品だが、万亭や芸妓、舞妓のある祇園甲部ではなく、数段格下とみなされる祇園乙部を舞台としている。
キネマ旬報ベスト・テンの一位に入ったが、この年には「第一映画」は潰れてしまっていて、首脳メンバーは新興キネマに移っていた。永田専務はこの賞牌を受けたときに、次のように挨拶している。
「今は無き第一映画の作品の受賞を、新興キネマにいる私が頂くということは、まったく皮肉なものである。」
映画界に働く者たちも、その胸中を察して感慨深いものがあったという。稲垣浩は本作について、「主演の山田五十鈴が絵日傘をさして祇園社詣でをするあのあでやかな姿を、今も忘れることはできない」と語っている。
本作はキネマ旬報ベストテンの第1位にランクインされたほか、1959年にキネマ旬報社が発表した「日本映画60年を代表する最高作品ベストテン」では第2位にランクインされた（1位は『忠次旅日記』）。
本来は90分超の作品であるが、一部のフィルムが失われており、現在見ることの出来るバージョンは69分である。

## あらすじ
古風な人情家の姉・梅吉と、現代的打算的な妹・おもちゃは、京都の色町祇園乙部で働く芸妓姉妹であるが、ともに男にもてあそばれ、その犠牲になってゆく。

## スタッフ
- 製作：永田雅一
- 原作・監督：溝口健二
- 脚本：依田義賢
- 撮影：三木稔
- 編集：坂根田鶴子

## キャスト

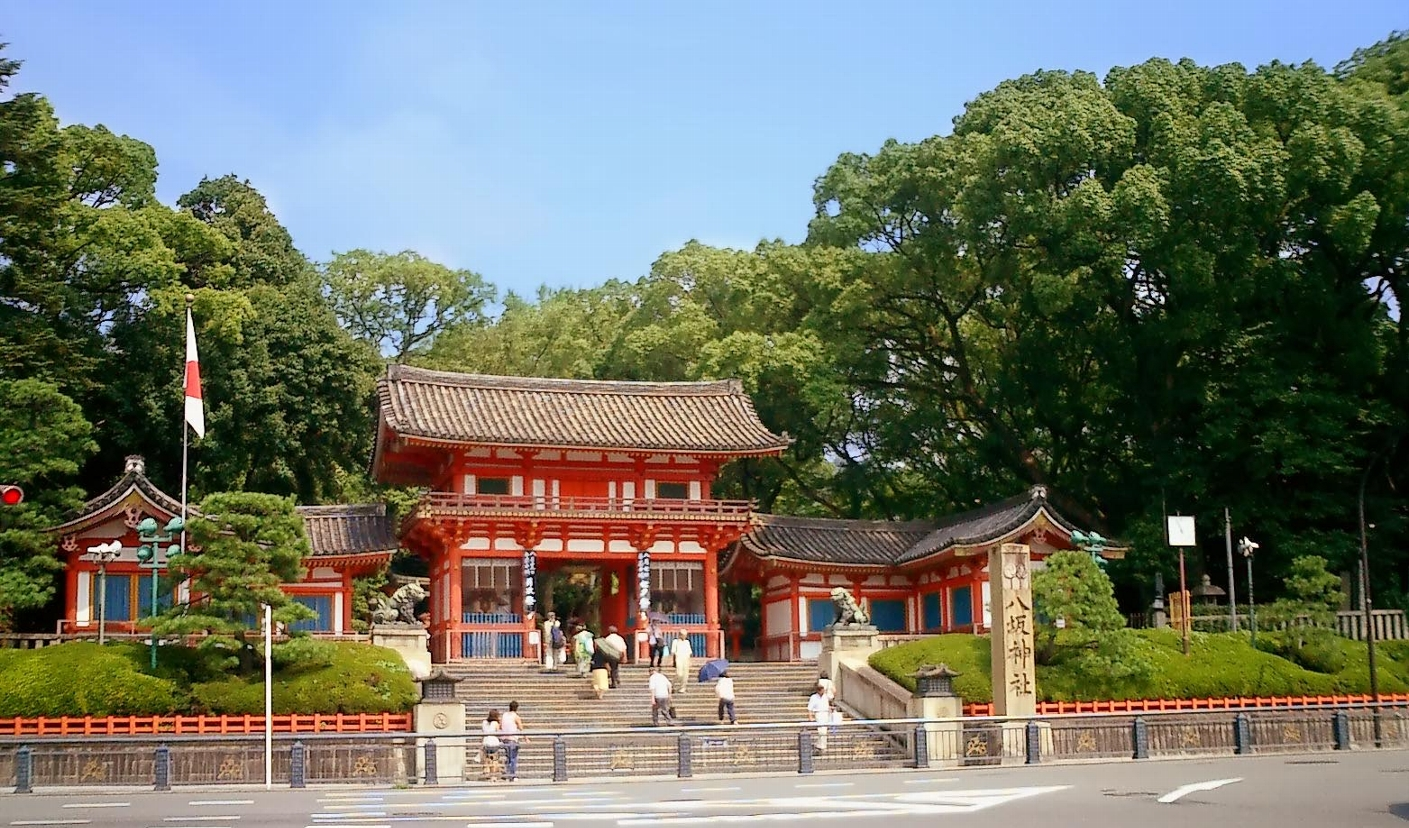
ロケが行われた祇園社

- おもちゃ（芸妓）：山田五十鈴
- 梅吉（芸妓）：梅村蓉子
- 古沢新兵衛（木綿問屋）：志賀迺家辨慶
- おえみ（古沢の妻）：久野和子
- 定吉（古沢の番頭）：林家染之助
- おはん（定吉の妻）：三枡源女
- 工藤三五郎（呉服屋）：進藤英太郎
- おまさ（工藤の妻）：いわま櫻子
- 木村保（工藤の番頭）：深見泰三
- 聚楽堂（骨董屋）：大倉文男
- 梅龍（芸妓）：葵令子
- お千代（扇家の女将）：滝沢静子
- 立花（運転手）：橘光造

## リメイク版
昭和31年（1956年）に野村浩将監督によってリメイクされた。

### キャスト
- 美津ひろ：小野道子
- 美津次：木暮実千代
- 美津丸：中村玉緒
- 木村保：勝新太郎
- 工藤三五郎：進藤英太郎
- 古沢謙三：田中春男
- 岡西喜久一：山茶花究
- お君：浪花千栄子

### スタッフ
- 監督：野村浩将
- 脚本：依田義賢
- 撮影：相坂操一
- 照明：岡本健一
- 録音：大角正夫
- 美術：西岡善信
- 音楽：大森盛太郎

## テレビドラマ
- 1958年12月21日、NHK総合テレビの『お好み日曜座』（日曜20:00 - 21:00）で放送。脚本：依田義賢、出演：中村芳子、高森和子、山村弘三、松居茂美、阿木五郎、谷口完[2]。
- 1974年1月2日、NET（現：テレビ朝日）の『女・その愛のシリーズ』（水曜21:00 - 21:55）で放送。脚本は1958年と同じ依田義賢。監督：倉田準二、制作：東映・NET。出演：倍賞美津子、桃井かおり、財津一郎、楠田薫、遠藤太津朗、西川嘉孝、川谷拓三[3]。

| NHK総合テレビ お好み日曜座   | NHK総合テレビ お好み日曜座 | NHK総合テレビ お好み日曜座 |
| 前番組                       | 番組名                     | 次番組                     |
| ---------------------------- | -------------------------- | -------------------------- |
| 華やかな夜景                 | 祇園の姉妹（1958年）       | 犬は鎖に繋ぐべからず       |
| NET系列 女・その愛のシリーズ |                            |                            |
| にごりえ                     | 祇園の姉妹（1974年）       | 南風薩摩歌                 |

## 舞台
- 1995年、芸術座で公演。梅吉役:富司純子が菊田一夫演劇賞を受賞している。

その他のキャストは岡江久美子、北村和夫、杜けあき、山城新伍
- 2008年、御園座で公演
- 2016年、明治座で公演。2008年の舞台を初演とする舞台作品となる。

キャストは松平健、檀れい、剛力彩芽、山本陽子、葛山信吾、鶴田忍、大河内奈々子、田中綾子
- その他、たびたび上演されてきている